# Зниклий труп
«Зниклий труп» (англ. The Missing Corpse) — американський фільм, знятий режисером Альбертом Германом у 1945 році.

## Сюжет
Видавець газети «The Tribune», Генрі Крюгер, вважає, що його ігнорують усі у його будинку. Він шокований, коли виявляє скандальну фотографію його доньки Філіс на першій сторінці конкуруючої газети «The Daily Argus». Генрі відвідує сумнівного видавця конкуруючої газети, Енді МакДональда і попереджає його, якщо він опублікує подібні фотографії ще раз, то Генрі його вб'є. Генрі не підозрює, що чоловік, якого називають «Слизький» Джо Кларі, підслухував його розмову з Енді. Джо погрожує викрити його.
Щоб уникнути подальших труднощів, Генрі прислухається до поради свого шофера та збирається поїхати у тривалу відпустку. Поки Генрі відсутній, «Слизький» Джо вбиває видавця Енді і ховає його тіло в багажнику машини Генрі, яка була припаркована на стоянці. «Слизький» Джо також зламує сейф Енді, намагаючись отримати назад зізнання про попереднє вбивство, але дізнається, що цей документ в Енді. Коли Генрі приїхав у мисливський будиночок, він виявив у багажнику машини труп Енді. Щоб не бути звинуваченим у вбивстві, Генрі вирішує позбутися тіла, але його шофер бачить тіло, перш ніж він встиг реалізувати свій план. Шофер намагається захистити свого роботодавця, тож ховає тіло у будинку.
У будинок приходять знайомі Генрі, і тіло кілька разів переховують. Незабаром «Слизький» Джо шукає тіло Ендрю, щоб забрати документ. Коли члени сім'ї Генрі дізнаються, що він поїхав у відпустку, вони вирішують відвідати його. Після них приходять ще декілька родичів, та навіть репортер з «The Daily Argus», який намагається отримати ще одну скандальну історію для газети.
Тіло Енді випадково побачили всі відвідувачі. Щоб заплутати гостей, шоферу доводиться кожного разу його переховувати, а Генрі переконує їх усіх, що це була галюцинація. Місцевий офіцер Тріг виявляє, що автомобіль Генрі захований неподалік. Тріг підозрює Генрі у вбивстві Енді та заарештовує його.
Джеймс, Родич Генрі, стверджує, що це він вбив Ендрю. Тіло Ендрю знаходять, і в одній із кишень виявляють зізнання про попереднє вбивство. «Слизького» Джо заарештовують за вбивство. «Слизький» Джо визнає свою провину, тож з Генрі знімають усі обвинувачення. Після подій, які трапилися, сім'я Генрі обіцяє більше його не ігнорувати. Незважаючи на це, наступного ранку Генрі знову сам снідає. 

## У ролях
- Джеймс Едвард Вромберг — Генрі Крюгер
- Ізабель Рандольф — Еліс Крюгер
- Френк Дженкс — Мак Ноган
- Ерік Сінклер — Джеймс Крюгер
- Пауль Гілфойл — Ендрю МакДоналд
- Бен Велден — «Слизький Джо» Кларі
- Чарльз Колеман — Екбет
- Едді Воллер — Десмонд
- Арчі Твітчел — офіцер Джиммі Тріг
- Ізабель Вітерс — місс Патерсон
- Джон Шей — Джефрі Дод
- Енн О'Ніл — місіс Свонокер
- Кен Терелл — офіцер
- Єлейн Адамс — секретарка МакДональда
- Лорел Шелдон — Філіс Крюгер